# François de Donadieu (mort en 1626)
Pour les articles homonymes, voir Donadieu.
François de Donadieu ou François-Jean de Donadieu (mort le 3 avril 1626), ecclésiastique, fut évêque de Saint-Papoul 
de 1608 à 1626.

## Biographie
François de Donadieu parfois nommé « Jean » est le fils de Jean de Donadieu et de Madeleine d'Hautpoul
le frère et homonyme de François de Donadieu évêque d'Auxerre, de Pierre de Donadieu gouverneur d'Angers mort en 1605 et Jeanne épouse de de Ferriol de Griet seigneur de Montesquieu-Volvestre.
Il est comme son frère homonyme destiné à la vie religieuse et il devient bénédictin et moine puis prieur de Montolieu et ensuite en 1588 abbé régulier de l'Abbaye de Saint-Hilaire près de Carcassonne. C'est à cette époque qu'il assume la charge à Toulouse l'éducation de leur neveu maternel Barthélémy de Griet. 
On ne connait pas sa formation religieuse mais le Saint-Siège, considère qu'il détient une licence de théologie et un doctorat de droit canon. Il est nommé par le roi Henri IV de France évêque de Saint-Papoul en 1608 et consacré comme tel la même année Avec son frère l'évêque d'Auxerre il demande à leur neveu Barthélemy de Griet de relever le nom et les armoiries de leur famille après la mort de leur frère le gouverneur célibataire. Toutefois Barthélemy entre également en religion en 1624 et il est substitué à son oncle qui voulait permuter son diocèse d'Auxerre avec celui de Comminges. Barthélemy de Donadieu de Griet devient évêque de Comminges en 1625 et François de Saint-Papoul meurt en 1626. Il est inhumé dans un tombeau dans la cathédrale de Saint-Papoul qui est aujourd'hui détruit.